# Alexis Pérez
Alexis Rafael Pérez Fontanilla (Barranquilla, 25 de marzo de 1994) es un futbolista colombiano que juega como defensa en el Al-Wasl F. C. de la UAE Pro League. En enero de 2021 fue subcampeón de la Copa Sudamericana con Lanús.

## Trayectoria

### Uniautónoma
Inició su carrera en Uniautónoma, en el cual jugaba de defensa central y lateral izquierdo. Se formó en la Escuela Barranquillera y el Atlético Colombia.

### Villarreal B
En el verano de 2014 es cedido al Villarreal B con opción de compra.

### Real Valladolid B
El Villarreal ejerce la opción de compra y en el mercado de invierno del 2015 es cedido al Real Valladolid B.

### Uniautónoma
En 2015 regresa de cesión del Real Valladolid B a la Uniautónoma.

### Junior
En el primer semestre de 2016 es fichado por el Junior.

### Querétaro
El 20 de junio de 2017 es confirmado como nuevo jugador del Querétaro de la Primera División de México. Debuta el 25 se julio en la victoria 2 a 0 sobre Cimarrones de Sonora por la Copa México. Su primer gol lo marca el 9 de septiembre en la derrota 1-2 como locales frente a León.
El 4 de septiembre marca su primer gol en la Copa México 2018-19 en la victoria 2 por 1 en su visita a Mineros de Zacatecas. Su primer gol por Liga lo hace el 4 de noviembre en la victoria 2 por 1 sobre Santos Laguna, vuelve y marca el 9 de noviembre en el empate a dos goles contra Veracruz.

### Lanús
El 5 de octubre del 2020 es oficializado como nuevo jugador del Lanús de la Primera División de Argentina cedido por un año.

## Estadísticas
| Club                       | Temporada           | Liga  | Liga  | Copa Nacional | Copa Nacional | Copa Internacional | Copa Internacional | Total | Total |
| Club                       | Temporada           | Part. | Goles | Part.         | Goles         | Part.              | Goles              | Part. | Goles |
| -------------------------- | ------------------- | ----- | ----- | ------------- | ------------- | ------------------ | ------------------ | ----- | ----- |
| Uniautónoma · Colombia     | 2013                | 24    | 1     | 3             | 0             | —                  | —                  | 27    | 1     |
| Uniautónoma · Colombia     | 2014                | 21    | 0     | 5             | 0             | —                  | —                  | 26    | 0     |
| Uniautónoma · Colombia     | 2015                | 12    | 0     | —             | —             | —                  | —                  | 12    | 0     |
| Uniautónoma · Colombia     | Total               | 57    | 1     | 8             | 0             | —                  | —                  | 65    | 1     |
| Real Valladolid B · España | 2014-15             | 12    | 0     | —             | —             | —                  | —                  | 12    | 0     |
| Real Valladolid B · España | Total               | 12    | 0     | —             | —             | —                  | —                  | 12    | 0     |
| Junior · Colombia          | 2016                | 29    | 0     | 6             | 0             | 7                  | 0                  | 42    | 0     |
| Junior · Colombia          | 2017                | 18    | 1     | 0             | 0             | 4                  | 0                  | 22    | 1     |
| Junior · Colombia          | Total               | 47    | 1     | 6             | 0             | 11                 | 0                  | 64    | 1     |
| Querétaro · México         | 2017-18             | 16    | 1     | 12            | 0             | —                  | —                  | 28    | 1     |
| Querétaro · México         | 2018-19             | 24    | 2     | 9             | 2             | —                  | —                  | 33    | 4     |
| Querétaro · México         | 2019-20             | 12    | 1     | 2             | 0             | —                  | —                  | 14    | 1     |
| Querétaro · México         | Total               | 52    | 4     | 23            | 2             | —                  | —                  | 75    | 6     |
| Lanús Argentina            | 2020-21             | —     | —     | 18            | 0             | 14                 | 0                  | 32    | 0     |
| Lanús Argentina            | Total               | —     | —     | 18            | 0             | 14                 | 0                  | 32    | 0     |
| Giresunspor Turquía        | 2021-22             | 34    | 2     | 1             | 0             | —                  | —                  | 35    | 2     |
| Giresunspor Turquía        | 2022-23             | 25    | 0     | 1             | 0             | —                  | —                  | 26    | 0     |
| Giresunspor Turquía        | Total               | 59    | 2     | 2             | 0             | 0                  | 0                  | 61    | 2     |
| Al-Wasl F. C. · EAU        | 2023-24             | 20    | 1     | 6             | 2             | —                  | —                  | 26    | 3     |
| Al-Wasl F. C. · EAU        | 2024-25             | 24    | 1     | 7             | 0             | 11                 | 1                  | 42    | 2     |
| Al-Wasl F. C. · EAU        | Total               | 44    | 2     | 13            | 2             | 11                 | 1                  | 68    | 5     |
| Total en su carrera        | Total en su carrera | 271   | 10    | 70            | 4             | 36                 | 1                  | 377   | 15    |

## Palmarés

### Títulos nacionales
| Título          | Equipo        | País     | Año     |
| --------------- | ------------- | -------- | ------- |
| Primera B       | Uniautónoma   | Colombia | 2013    |
| Supercopa MX    | Querétaro     | México   | 2017    |
| Copa Presidente | Al-Wasl F. C. | EAU      | 2023-24 |
| UAE Pro League  | Al-Wasl F. C. | EAU      | 2023-24 |

### Títulos internacionales
| Título                 | Equipo        | Sede | Año  |
| ---------------------- | ------------- | ---- | ---- |
| UAE-Qatar Super Shield | Al-Wasl F. C. | Doha | 2025 |